# Shahed 129
Shahed 129 (перс. شاهد ۱۲۹‎) — иранский одномоторный средневысотный беспилотный летательный аппарат большой продолжительности полета, разработанный Shahed Aviation Industries для Корпуса стражей исламской революции (КСИР). Shahed 129 способен выполнять боевые и разведывательные задачи и имеет автономность 24 часа; он похож по размеру, форме и назначению на американский MQ-1 Predator и считается одним из самых эффективных дронов на вооружении Ирана. Название БПЛА в переводе с персидского означает «свидетель», или «наблюдатель». 
БПЛА использовался для авиаударов во время гражданской войны в Сирии и для пограничного патрулирования на восточной границе Ирана. Ожидается, что вместе с Saegheh Shahed 129 составят основу флота высокотехнологичных БПЛА Ирана как минимум на следующее десятилетие.

## Дизайн

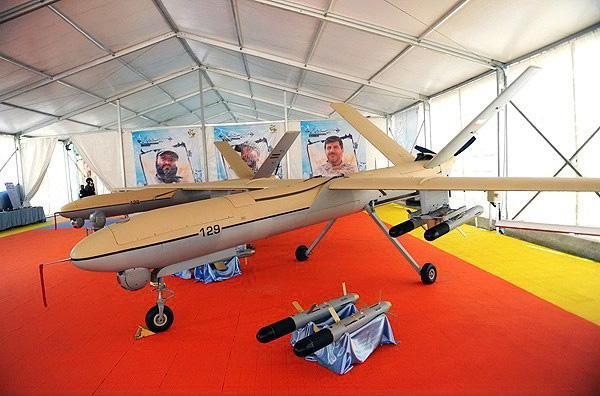
Shahed 129 первого поколения

Разработка началась в 2005 году, когда Иранская самолётостроительная промышленная компания (HESA) начала проектирование БПЛА HESA-100. По сути, это была та же конструкция, что и у Shahed 129, но короче и с квадратным фюзеляжем. Впоследствии HESA-100 был переименован в Shahed 123, а впоследствии преобразован в Shahed 129. Ряд источников отмечают, что Shahed 129 был скопирован с израильского БПЛА Hermes 450, потерпевшего крушение в Иране.

## Поставки
Для КСИР запланированы закупки 40 БПЛА Shahed 129 к 2024 году. Начаты поставки военно-морской версии дрона, получившей название «Симург» (Simorgh).

## Характеристики

### Общие
- Экипаж: нет
- Грузоподъемность: 400 кг полезной нагрузки
- Длина: 8 м
- Размах крыльев: 16 м
- Высота: 3,1 м
- Силовая установка: 1× четырёхцилиндровый четырёхтактный авиационный двигатель Rotax 914 84 кВт (115 л. с.)[6]
- Пропеллеры: 3-лопастные

### Производительность
- Крейсерская скорость: 150 км/ч
- Боевая дальность: 1700 км
- Полная дальность: 3400 км
- Автономность полёта: 24 часа
- Максимальный эксплуатационный потолок: 7300 м

### Вооружение
Бомбы: Садид-345

### Авионика
- Электрооптический/инфракрасный датчик Oghab-6
- Лазерный дальномер